# Транспортни ланац
Транспортни ланац је ланац који је специјално дизајниран за ланчани транспортни систем. Састоји се од низа лежајева који се држе заједно, ограничавајући линк таблице. Сваки лежај се састоји од пина и грмља на којој се врти ланац ваљак

## Типови
- Ланац са ваљцима

Шупљи лежај пински ланац омогућава прилоге да се причврсти завртњима кроз шупље лежаја пинова. Прилози могу бити чврсто фиксирана или одржава у 'слободном' начин.
- Ланац са чаурама

Чврста лежај пински ланац има исте димензије као шупљег ланцу лежаја пински али је робуснији и тако погодан за више тешким Транспортер апликација.
- Ланац са плочицама

Дубоко Линк ланац има дубље бочним од нормалног ланца плоча и тако обезбеђује континуирану носи ивицу изнад ваљка периферији. Дубоко Линк ланац долази у стабилне и шупље сорти лежајева пински.
- Ланац са стругачима

Кована ланац (такође познат као масовније Транспортер ланца или стругачем ланцу) је већ опремљен са прилозима који су директно на заварених ланаца.

## Подмазивање
Да би покретној ланац да добро обављају, лежишта површине морају бити подмазани. Правилно подмазивање ће смањити напајање абсоптион, хабања, корозије и буку. У нормалним условима и радним температурама квалитет минерална уља са средње вискозности, нпр САЕ 20В50 ће бити довољан.

## Употреба
Транспортни ланци се користе у:
- Рударству
- Производњи хране
- За прераду отпадних вода
- Пољопривреди
- Код текстилних машина
- У цементарама